# Klaus Alinen
Klaus Alinen (Pori, 22 febbraio 1981) è un ex giocatore di football americano e allenatore di football americano finlandese che ha giocato nel ruolo di wide receiver.
Suo figlio Olaus Alinen, ha ottenuto una scholarship con gli Alabama Crimson Tide.